# Miroslav Klega
Miroslav Klega, vlastním jménem Alexej Klega (6. března 1926 Vítkovice – 25. června 1993 Ostrava), byl český hudební skladatel, pedagog a politik.

## Život
Byl synem Ludvíka Klegy, legionáře a významného vítkovického lékaře, mj. spoluzakladatele Ligy proti tuberkulóze. Jméno Alexej bylo při křtu v pravoslavném kostele do matriky zapsáno omylem kmotry a skladatel později používal původně uvažované jméno Miroslav. V sedmi letech mu zemřel otec a jeho poručníkem se stal strýc, spisovatel Vojtěch Martínek. Ten se také postaral o jeho základní hudební výchovu.
Studoval nejprve na Průmyslové škole strojnické ve Vítkovicích, později přestoupil na gymnázium v Přívoze. Tady založil studentský orchestr, pro který napsal své první skladby. Rovněž se podílel na založení studentského divadla Kytice, mládežnického časopisu Nástup a umělecké revui Číslo. Jeho spolužákem byl pozdější sólista Národního divadla Ivo Žídek a stýkal se i s mladým básníkem Josefem Kainarem.
Po maturitě na gymnáziu začal studovat skladbu na Pražské konzervatoři u Jaroslava Křičky a Emila Hlobila a dirigování u Václava Talicha. Po uzavření konzervatoře nacisty pokračoval ve studiu soukromě u Jaroslava Křičky. Po skončení války přešel na konzervatoř do Bratislavy, kde byl žákem Eugena Suchoně a Jána Cikkera. V roce 1965 absolvoval také půlroční stáž v Darmstadtu, kde studoval moderní skladatelské postupy u Karlheinze Stockhausena a Pierra Bouleze.
Po absolvování konzervatoře působil jako redaktor pro vážnou hudbu Slovenského rozhlasu v Bratislavě. Roku 1952 se vrátil do Ostravy a podílel se na organizaci kulturního života severomoravského regionu. Byl zakládajícím členem ostravské pobočku Svazu československých skladatelů a stal se jejím tajemníkem. Pracoval jako dramaturg opery Státního divadla v Ostravě a podílel se na založení Vyšší hudebně-pedagogické školy Zdeňka Nejedlého, nynější Janáčkovy konzervatoře v Ostravě. Zde také vyučoval a roku 1967 se stal jejím ředitelem.
V sedmdesátých letech byl z funkce ředitele odvolán a musel školu opustit. Dál však pracoval jako hudební režisér a později i jako redaktor vážné hudby Československého rozhlasu v Ostravě. Zde působil až do roku 1986, kdy odešel do důchodu. V roce 1990 se stal členem České národní rady, kam kandidoval jako člen ostravského Občanského fóra.

## Ocenění
- Cena za hudbu k filmu Mária Justinová (Mezinárodní filmový festivalu v Mariánských Lázních, 1951)
- Zlatá medaile za zásluhy o evropskou hudbu udělená Univerzitou v Cambridgi.

## Dílo

### Orchestrální skladby
- Černá země (1951)
- Noční slavnosti (1956)
- Symfonie (1959)
- Pantomima (1963)
- Příběhy a zázraky, baletní symfonie (1979)
- Concerto-Partita (houslový koncert) (1965)
- Výpověď osamělého pěšáka (1969)

### Vokální skladby
- Písně na slova Jeana Cocteaua (1946)
- 5 madrigalů pro mužský sbor na slova Viktora Dyka (1949)
- Odložte loutnu, píseň pro baryton a klavír na slova Jacka Londona (1957)

### Komorní skladby
- Zbojnické nápady pro klavír (1953)
- Nokturno pro klavír (1958)
- Dobrý večer, blues (1960)
- Concertino pro smyčcový kvartet (1961)

### Hudba k filmům
- Boj o ryžu (1949)
- Mária Justinová (1951)
- Všetky cesty vedú na východ (1952)

### Scénická hudba
- Bertold Brecht: Svatá Johanka z jatek, Ostrava 1962
- Milan Kundera: Majitelé klíčů, Ostrava 1962
- Jindra: Divoká zvířata, Čs. Rozhlas Ostrava, 1962
- Peter Karvaš: Velká paruka, Ostrava 1964
- Věra Panovová: Vánice, Čs. Televize Ostrava 1965